# Edward Loevy
Edward Loevy (auch Eduard Lövy, Edouard Loevy, * 18. Dezember 1857 in Warschau; † 21. Dezember 1910 in Paris) war ein polnisch-französischer Maler und Illustrator.

## Leben

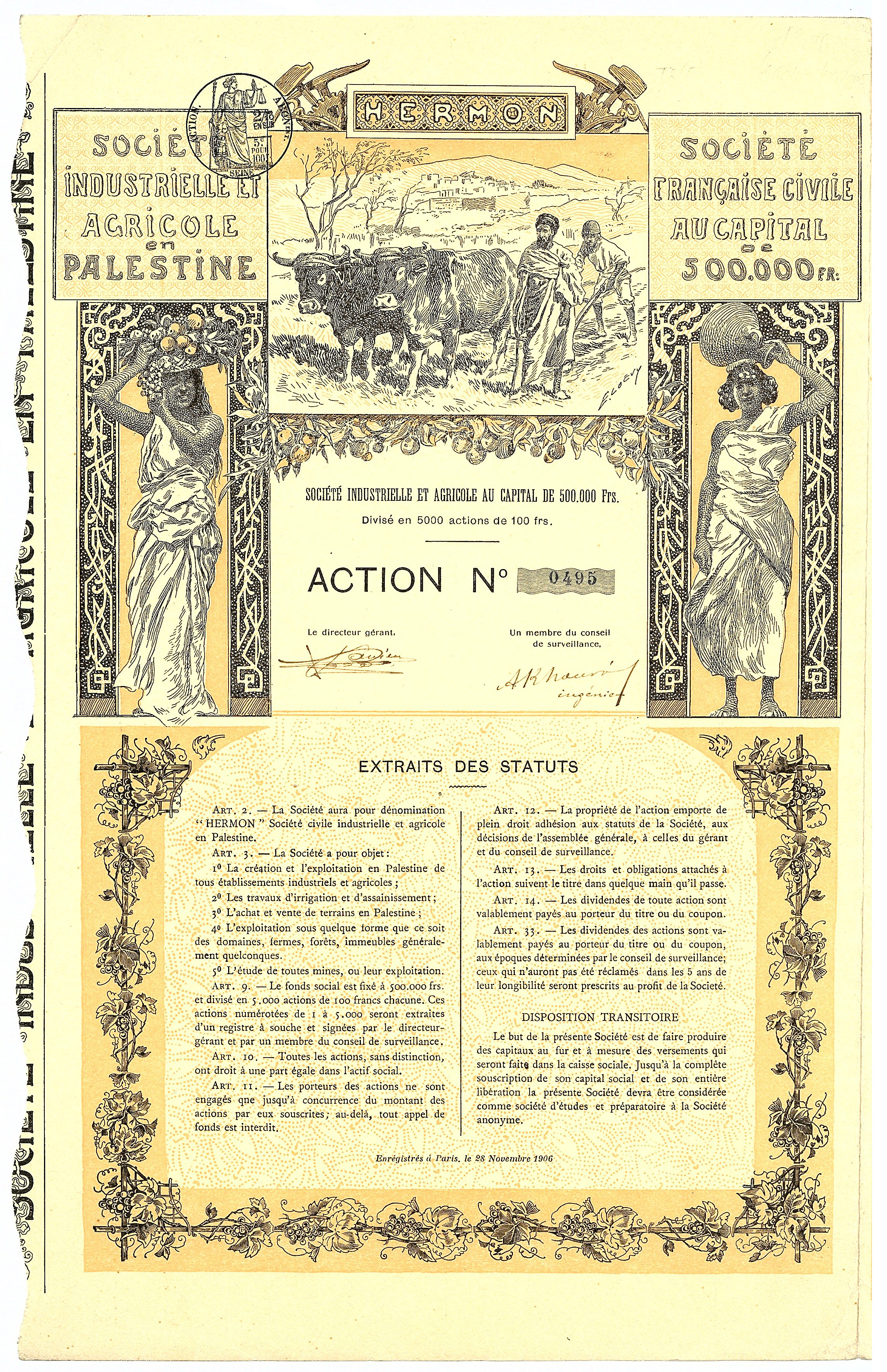
Gründeraktie der zionistischen Hermon Société Industrielle & Agricole en Palestine über 100 Francs, ausgegeben am 28. November 1906 in Paris. Die künstlerische Gestaltung der Aktie stammt von dem Maler und Illustrator Edward Loevy. Auf der Aktie sind neben zwei weiblichen Allegorien auch jüdische Bauern zu sehen, die zum Füße des Berges Hermon mit einem Ochsengespann das Land ihrer Urväter bearbeiten.

Loevy begann seine Malerlehre in Warschau beim Absolventen der Münchner Akademie Stanisław Heyman.
Im Alter von 15 Jahren begann er sein Studium am 9. Oktober 1873 an der Königlichen Akademie der Künste in München bei Alexander Strähuber und Otto Seitz. Möglicherweise setzte er sein Studium an der St. Petersburger Kunstakademie fort. Seit 1878 zurück in Warschau, 1880 ließ er sich in Paris nieder. Er besuchte mehrmals Warschau und Krakau, stellte seine Werke in diesen Städten aus. 
In Paris zeigte er Ölgemälde auf den Salons der Société Nationale des Beaux Arts und Zeichnungen auf der Exposition du Livre. Auf der Weltausstellung Paris 1900 wurde er für ein Porträt mit der Bronzemedaille ausgezeichnet. 
Als Zeichner und Illustrator belieferte er die polnischen Zeitschriften „Kłosy“, „Tygodnik Illustrowany“, „Biesiada Literacka“ „Tygodnik Powszechny“ und „Świat“. In Frankreich veröffentlichte er Illustrationen in den Schriften „L’Illustration“, „Revue encyclopédique“, „Revue Universelle“, arbeitete auch für die Stuttgarter Zeitschrift „Über Land und Meer“. 
Für die Éditions Larousse lieferte er mehrere tausend Zeichnungen, illustrierte auch zahlreiche Bücher.
Er war mit Maria Chéliga-Loevy, einer polnisch-französischen Schriftstellerin und Feministin, verheiratet.